# Jönköpings elementarskola för flickor
Jönköpings elementarskola för flickor, oftast benämnd Östra flickskolan, var en privatägd flickskola i Jönköping.
Skolan grundades 1867 av fem läroverkslärare. Den var först inrymd på Kanalgatan 28 och från 1886 på Norra Strandgatan 40 på Öster. Den ägdes från 1929 av en stiftelse.
Föreståndarinnor var bland andra Gerda von Feilitzen 1917–1922 och Lotten Rignell 1922–1929.
Såväl Östra flickskolan som Santessonska skolan kommunaliserades 1935 i Kommunala flickskolan i Jönköping, vilket följde en läroverksreform 1927. De båda privata flickskolorna gjorde en begäran om en omorganisation till kommunal flickskola, vilket beviljades av stadsfullmäktige i februari 1935 och därefter av Kungl Maj:t. 

## Att läsa vidare
- Elisabeth Dahr: Flickskolor i Jönköping – historik, Föreningen för svensk undervisningshistoria, Stockholm 1975, ISBN  9185130079